# Кызылдаг (Азербайджан)
Кызылдаг (азерб. Qızıldağ — красная гора) — гора в Азербайджане высотой 1319,1 метров над уровнем моря, в Шахбузском районе Нахичеванской Автономной Республики, на границе с Бабекским районом, вершина Малого Кавказа. Расположена в 19 километрах к северо-востоку от города Нахичевань, в 4 километрах к северо-востоку от Джагри, на правом берегу среднего течения реки Нахчыванчай, в междуречье Нахчыванчая и Джагричая.
В одном километре к юго-востоку от горы Кызылдаг расположено Хал-Халское месторождение самородной меди. Это месторождение было открыто в 1955 г старшим геологом Громовской экспедиции В. Балицким. Первые публикации о месторождении были опубликованы в Бюллетени научно-технической информации Министерства геологии и охраны недр СССР, ОНТИ, ВИМС, Госгеолтехиздат, № 4 (21), 1959. Месторождение изучено в 1961—1963 гг. Г. С. Мамедовым, М. Г. Мамедовым. В 1980—1981 гг. месторождение детально опоисковано В. Н. Нагиевым, Ю. А. Керимовым.